# Lista tomów serii Sakamoto Days
Ten artykuł zawiera listę tomów serii Sakamoto Days autorstwa Yuto Suzukiego, publikowanej w magazynie „Shūkan Shōnen Jump” wydawnictwa Shūeisha od 21 listopada 2020. Pierwszy tom tankōbon ukazał się 2 kwietnia 2021, natomiast według stanu na 4 marca 2025, do tej pory wydano 21 tomów.
W Polsce licencję na wydawanie mangi zakupiło Studio JG, premiera zaś odbyła się 21 października 2022.
Spin-off autorstwa Tetsu Ōkawy, zatytułowany Sakamoto Holidays, ukazuje się w magazynie „Saikyō Jump” od 4 lipca 2024.

## Główna seria
| Nr | Język japoński   | Język japoński         | Język polski         | Język polski           |
| Nr | Data wydania     | ISBN                   | Data wydania         | ISBN                   |
| --- | ---------------- | ---------------------- | -------------------- | ---------------------- |
| 1 | 2 kwietnia 2021  | ISBN 978-4-08-882657-8 | 21 października 2022 | ISBN 978-83-8001-974-4 |
| Lista rozdziałów - 001. Legendarny zabójca (jap. 伝説の殺し屋 Densetsu no koroshiya) - 002. Zasady rodziny Sakamoto (jap. 坂本家家訓 Sakamoto-ke kakun) - 003. Posterunkowa Nakase i tajemniczy bohater (jap. ナカセ巡査と謎のヒーロー Nakase-junsa to nazo no hīrō) - 004. Chińska inwazja! (jap. チャイナ襲来！ Chaina shūrai!) - 005. Sakamoto VS Son Hee i Bancho (jap. VSソンヒ・バチョウ Buiesu Sonhi bachō) - 006. Nagumo (jap. ナグモ) - 007. Witamy w Cukrolandii! (jap. シュガーパークへようこそ！ Shugāpāku e yōkoso!)                          |                  |                        |                      |                        |
| 2 | 4 czerwca 2021   | ISBN 978-4-08-882685-1 | 18 stycznia 2023     | ISBN 978-83-8257-063-2 |
| Lista rozdziałów - 008. Showtime (jap. ショータイム Shōtaimu) - 009. Boiled i Obiguro (jap. ボイルと帯黒 Boiru to Obiguro) - 010. Hard-boiled (jap. ハードボイルド Hādo Boirudo) - 011. Sakamoto VS Boiled (jap. 坂本VSボイル Sakamoto buiesu Boiru) - 012. Źródło siły (jap. 強さの理由 Tsuyosa no wake) - 013. Wypożyczalnia wideo (jap. レンタルビデオ Rentaru bideo) - 014. Akcja: infiltracja (jap. スニーキングミッション Sunīkingu misshon) - 015. Wejście do gry (jap. 始動 Shidō) - 016. Wojna w domu towarowym (jap. デパート戦争 Depāto sensō)  |                  |                        |                      |                        |
| 3 | 3 września 2021  | ISBN 978-4-08-882763-6 | 30 marca 2023        | ISBN 978-83-8257-145-5 |
| Lista rozdziałów - 017. Heisuke Mashimo (jap. マシモ ヘイスケ Mashimo Heisuke) - 018. Sakamoto VS snajper (jap. VSスナイパー) - 019. Sprezczka (jap. けんか Kenka) - 020. Niewidzialna autostrada (jap. 透明高速 Tōmei kōsoku) - 021. Chodźmy do muzeum! (jap. 博物館に行こう！ Hakubutsukan ni ikō!) - 022. Wróg jurajski (jap. ジュラシック野郎 Jurashikku yarō) - 023. Shin i Asakura (jap. 朝倉とシン Asakura to Shin) - 024. Zabójcy x nauki ścisłe (jap. 殺し屋×科学 Koroshiya x kagaku) - 025. Szalony naukowiec (jap. サイエンス野郎 Saiensu yarō) |                  |                        |                      |                        |
| 4 | 4 listopada 2021 | ISBN 978-4-08-882819-0 | 4 lipca 2023         | ISBN 978-83-8257-172-1 |
| Lista rozdziałów - 026. Zakon (jap. ORDER Ōdā) - 027. Sklep spożywczy Sakamato VS Lab (jap. 坂本商店VS LABO Sakamoto-shōten buiesu Rabo) - 028. Pierwsza klasa (jap. 一流 Ichiryū) - 029. Sprintem do pociągu (jap. かけこみ乗車 Kakekomi jōsha) - 030. Prosimy zachować ciszę (jap. 車内ではお静かに Shanai dewa oshizuka ni) - 031. No i patrz (jap. ほらな Horana) - 032. Tryb bitewny (jap. せんとうモード Sentō mōdo) - 033. Niespodzianka (jap. サプライズ Sapuraizu) - 034. Wutang (jap. ウータン Ūtan)                                             |                  |                        |                      |                        |
| 5 | 4 stycznia 2022  | ISBN 978-4-08-882879-4 | 8 września 2023      | ISBN 978-83-8257-229-2 |
| Lista rozdziałów - 035. Pojedynek w kasynie (jap. ウータン② Ūtan 2) - 036. Blef (jap. ウータン③ Ūtan 3) - 037. Skazańcy z celi śmierci (jap. 死刑囚 Shikeishu) - 038. Bez hamulców (jap. ノーブレーキ Nō burēki) - 039. ENCOUNTER (jap. ENCOUNT Enkaunto) - 040. Overload (jap. Overload Ōbārōdo) - 041. Podejście do życia (jap. 生き様 Ikizama) - 042. Kara boska (jap. ばちあたり Bachi atari) - 043. Kocham cię (jap. すき。 Suki.) |                  |                        |                      |                        |
| 6 | 4 marca 2022     | ISBN 978-4-08-883072-8 | 4 stycznia 2024      | ISBN 978-83-8257-312-1 |
| Lista rozdziałów - 044. Każdy swoje (jap. てんでんばらばら Tenden barabara) - 045. Napaść (jap. 強襲 Kyōshū) - 046. Masz pecha, stary (jap. ツいてないね Tsuite nai ne) - 047. Jazda w górę (jap. 上へ参ります Ue e mairi masu) - 048. Nić porozumienia (jap. 心の糸 Kokoro no ito) - 049. Karuzela na wieży (jap. ぐるぐるタワー Guruguru tawā) - 050. Rower (jap. 自転車 Jitensha) - 051. Parada (jap. パレード Parēdo) - 052. Taniec ostrza (jap. 斬斬舞 Zan zan mai)                                                                                   |                  |                        |                      |                        |
| 7 | 3 czerwca 2022   | ISBN 978-4-08-883147-3 | 13 marca 2024        | ISBN 978-83-8257-356-5 |
| Lista rozdziałów - 053. Ja to podziękuję (jap. 無理無理 Muri muri) - 054. To nic takiego (jap. お安い御用 Oyasuigoyō) - 055. Przerwa (jap. ブレーク Burēku) - 056. JCC (jap. ジェーシーシー Jēshīshī) - 057. Have a nice flight (jap. ハヴアナイスフライト Havu a naisu furaito) - 058. Nowicjusze (jap. 新人 Rūkī) - 059. Cięcie! (jap. CUT Katto) - 060. Kanaguri (jap. カナグリ Kanaguri) - 061. To taki mój konik (jap. ちょっと得意なんです Chotto tokui nandesu)                                                                                     |                  |                        |                      |                        |
| 8 | 4 sierpnia 2022  | ISBN 978-4-08-883191-6 | 22 maja 2024         | ISBN 978-83-8257-432-6 |
| Lista rozdziałów - 062. Trzeci etap egzaminu (jap. 三次試験 Sanji shiken) - 063. Surwiwal (jap. サバイバル Sabaibaru) - 064. Ścieżka (jap. 道 Michi) - 065. Współfani (jap. 推し被り Oshi kaburi) - 066. Lag (jap. ラグ Ragu) - 067. Praca zdalna (jap. リモートワーク Rimōto wāku) - 068. Choś za mno (jap. くれりゅか Kureryuka) - 069. Kaji (jap. カジ Kaji) - 070. Gaku vs dźwięk (jap. 音VS楽 Oto buiesu Gaku) |                  |                        |                      |                        |
| 9 | 4 listopada 2022 | ISBN 978-4-08-883292-0 | 17 lipca 2024        | ISBN 978-83-8257-479-1 |
| Lista rozdziałów - 071. Poziom trudny (jap. ハードモード Hādo mōdo) - 072. Pa, paaa (jap. じゃーな Jāna) - 073. Zabójcze zdrapki (jap. コロレンスクラッチ Kororen sukuracchi) - 074. Infiltracja (jap. 潜入 Sennyū) - 075. Cholerny telepata (jap. くそエスパー Kuso esupā) - 076. Indywidualne misje (jap. それぞれのミッション Sorezore no misshon) - 077. Z-a-b-i-c-i (jap. コ・ロ・シ・テ・ル Ko-ro-shi-te-ru) - 078. Wygnaniec (jap. 追われた男 Owareta otoko) - 079. Niewyczuwalne intencje (jap. 透明な殺意 Tōmei na satsui)                        |                  |                        |                      |                        |
| 10 | 3 lutego 2023    | ISBN 978-4-08-883429-0 | 27 września 2024     | ISBN 978-83-8257-533-0 |
| Lista rozdziałów - 080. Ponowne spotkanie (jap. 再会 Saikai) - 081. Test (jap. テスト Tesuto) - 082. Aikido miłości (jap. 愛気道 Aikidō) - 083. Metoda geniusza (jap. 天才の流儀 Tensai no ryūgi) - 084. Przyjemny zapach... (jap. いいにおい Ī nioi) - 085. Koszmar (jap. 悪夢 Akumu) - 086. Styl szaraczka (jap. 三流の流儀 Sanryū no ryūgi) - 087. Baza danych (jap. データバンク Dēta banku) - 088. KLASK (jap. ぱん Pan) |                  |                        |                      |                        |
| 11 | 4 kwietnia 2023  | ISBN 978-4-08-883449-8 | 29 listopada 2024    | ISBN 978-83-8257-587-3 |
| Lista rozdziałów - 089. Pani profesor cz. 1 (jap. 先生 Sensei) - 090. Pani profesor cz. 2 (jap. 先生② Sensei 2) - 091. Kanaguri VS Sakamoto (jap. 京VS坂本 Kanaguri buiesu Sakamoto) - 092. Układ (jap. 取引 Torihiki) - 093. Zadzierzgnięcie (jap. ラポール Rapōru) - 094. Wypaczony (jap. ひねくれもの Hinekure mono) - 095. Amane (jap. 周 Amane) - 096. Coś zdrowego (jap. ヘルシー Herushī) - 097. Jeden (jap. 一本 Ippon) |                  |                        |                      |                        |
| 12 | 2 czerwca 2023   | ISBN 978-4-08-883555-6 | 24 lutego 2025       | ISBN 978-83-8257-645-0 |
| Lista rozdziałów - 098. Tygrys, tygrys (jap. とらとら Tora tora) - 099. Tamtego dnia (jap. あの日 Ano hi) - 100. Grzmot i błyskawica (jap. 雷電 Raiden) - 101. Za kulisami (jap. 秘密の作戦 Himitsu no sakusen) - 102. Cięcie (jap. 終幕 Shūmaku) - 103. Akcja! (jap. クランクイン Kuranku in) - 104. Wątpliwości (jap. 違和感 Iwakan) - 105. Różne cele (jap. それぞれの目的 Sorezore no mokuteki) - 106. Powód (jap. 理由 Riyū) |                  |                        |                      |                        |
| 13 | 4 września 2023  | ISBN 978-4-08-883633-1 | 8 maja 2025          | ISBN 978-83-8257-698-6 |
| Lista rozdziałów - 107. Tsuioku (jap. 追憶) - 108. Koroshiya depāto (jap. 殺し屋デパート) - 109. Kindaka (jap. キンダカ) - 110. (jap. MISSION) - 111. Goei ninmu (jap. 護衛任務) - 112. Puchi misshon (jap. プチミッション) - 113. Kā Cheisu (jap. カーチェイス) - 114. Sorezore no ninmu (jap. それぞれの任務) - 115. Toku wo tsumu otoko (jap. 徳を積む男) |                  |                        |                      |                        |
| 14 | 2 listopada 2023 | ISBN 978-4-08-883692-8 | —                    |                        |
| Lista rozdziałów - 116. Dachi (jap. ダチ) - 117. Ugokazu korose! (jap. 動かず殺せ!) - 118. Tsuyosa (jap. 強さ) - 119. Wakare (jap. 別れ) - 120. Shūkyoku (jap. 終局) - 121. Kimyō na konseki (jap. 奇妙な痕跡) - 122. Munasawagi (jap. 胸騒ぎ) - 123. Ippatsu (jap. 一発) - 124. Kumanomi (jap. 熊埜御) |                  |                        |                      |                        |
| 15 | 4 stycznia 2024  | ISBN 978-4-08-883793-2 | —                    |                        |
| Lista rozdziałów - 125. Ore no ban (jap. 俺の番) - 126. Atode korosu (jap. 後で殺す) - 127. Abayo (jap. あばよ) - 128. Shūsoku (jap. 収束) - 129. Saikai (jap. 再開) - 130. Saikai (jap. 再開) - 131. Torihiki seiritsu (jap. 取引成立) - 132. Seiki no koroshiya-ten (jap. 世紀の殺し屋展) - 133. Esa (jap. 餌) |                  |                        |                      |                        |
| 16 | 4 kwietnia 2024  | ISBN 978-4-08-883878-6 | —                    |                        |
| Lista rozdziałów - 134. (jap. The end) - 135. Kamihate (jap. 上終) - 136. Kamihate 2 (jap. 上終 2) - 137. Shinrai (jap. 信頼) - 138. Deribarī (jap. デリバリー) - 139. Kakubetsu (jap. 格別) - 140. Sorezore no mokuteki (jap. それぞれの目的) - 141. Kaigō (jap. 邂逅) - 142. X no nerai (jap. Xの狙い) |                  |                        |                      |                        |
| 17 | 4 czerwca 2024   | ISBN 978-4-08-884120-5 | —                    |                        |
| Lista rozdziałów - 143. Entorī (jap. エントリー) - 144. Kaijū (jap. かいじゅう) - 145. Kachikachi (jap. カチカチ) - 146. Obake (jap. おばけ) - 147. Ōsawagi (jap. 大騒ぎ) - 148. Oshikatsu (jap. 推し活) - 149. Totsu (jap. 凸) - 150. Ijimekko (jap. いじめっ子) - 151. Nagumo VS Gaku (jap. 南雲VS楽) |                  |                        |                      |                        |
| 18 | 2 sierpnia 2024  | ISBN 978-4-08-884131-1 | —                    |                        |
| Lista rozdziałów - 152: (jap. RTA) - 153: Koroshi ni hitsuyōnamono (jap. 殺しに必要なもの) - 154: Kyō teki (jap. 狂敵) - 155: Konsen (jap. 混戦) - 156: Supōtsuman (jap. スポーツマン) - 157: Supōtsumanshippu (jap. スポーツマンシップ) - 158: Chō sumo (jap. 超相撲) - 159: Saigo no ichigeki (jap. 最後の一撃) - 160: Shishō yuzuri (jap. 師匠ゆずり) - 161: Same (jap. サメ) |                  |                        |                      |                        |
| 19 | 1 listopada 2024 | ISBN 978-4-08-884250-9 | —                    |                        |
| Lista rozdziałów - 162: Natsukashi no mentsu (jap. 懐かしの面子) - 163: Yaku (jap. 厄) - 164: Takamura (jap. 篁) - 165: Baria furī (jap. バリアフリー) - 166: Gikyō-sha (jap. 偽狂者) - 167: Shin’en o nozoku (jap. 深淵を覗く) - 168: Heikan (jap. 閉館) - 169: Aratana misshon (jap. 新たなミッション) - 170: Kēki (jap. ケーキ) |                  |                        |                      |                        |
| 20 | 4 stycznia 2025  | ISBN 978-4-08-884389-6 | —                    |                        |
| Lista rozdziałów - 171: Ibasho (jap. 居場所) - 172: Shinkirō (jap. 蜃気楼) - 173: Tōhikō (jap. 逃避行) - 174: Aru ude no tatsu koroshiya (jap. ある腕の立つ殺し屋) - 175: Gō (jap. 業) - 176: Sameru (jap. 醒める) - 177: Kindaka (jap. キンダカ) - 178: Shudan to mokuteki (jap. 手段と目的) - 179: Tōresu (jap. トーレス) |                  |                        |                      |                        |
| 21 | 4 marca 2025     | ISBN 978-4-08-884409-1 | —                    |                        |
| Lista rozdziałów - 181: Shinboku-kai (jap. 親睦会) - 182: Heiwana ichi-nichi (jap. 平和な一日) - 183: Kase Jō (jap. 枷錠) - 184: Hora ne… (jap. ほらね…) - 185: Kariudo (jap. 狩人) - 186: Kyō no unsei (jap. 今日の運勢) - 187: Ichi ka bachi ka… (jap. イチかバチか…) - 188: Ima koko de (jap. いまここで) - 189: Daikyō (jap. 大凶) - 190: 10 no 4 man-jō-bun no 1 (jap. 10の4万乗分の1) |                  |                        |                      |                        |

## Sakamoto Holidays
| Nr | Data wydania (język japoński) | ISBN (język japoński)  |
| -- | ----------------------------- | ---------------------- |
| 1  | 4 stycznia 2025               | ISBN 978-4-08-882657-8 |